# Friedensgericht Nieder-Olm
Das Friedensgericht Nieder-Olm (ursprünglich: Friedensgericht Niederolm) war ein Friedensgericht zunächst in Frankreich und dann in der Provinz Rheinhessen des Großherzogtums Hessen mit Sitz in Nieder-Olm.

## Vorgeschichte
Das Gebiet um Nieder-Olm gehörte am Ende des Heiligen Römischen Reichs deutscher Nation überwiegend zu Kurmainz. Hier waren – ebenso wie in den benachbarten Territorien – Verwaltung und Rechtsprechung nicht getrennt und wurden auf unterer Ebene von Ämtern wahrgenommen, die in geistlichen Gebieten als „Amtsvogtei“ bezeichnet wurden. Der Amtmann oder Amtsvogt entschied hier als Einzelrichter.
1792 eroberten die Truppen des revolutionären Frankreichs die Rheinlande. Dort entstand die Mainzer Republik. Der französische Nationalkonvent annektierte mit Gesetz vom 30. März 1793 die Mainzer Republik auf deren Antrag. Bedingt durch die Koalitionskriege kam es aber erst 1795 zu einer dauernden Neuordnung des Gebiets – auch auf dem Gebiet der Justiz.

## Gründung
Durch das Gesetz über Verwaltung und Justizorganisation in den vier linksrheinischen Départements vom 5. Dezember 1795 (14 frimaire IV) wurde das französische Gerichtsverfassungsgesetz Loi des 16 et 24 août 1790 sur l'organisation judiciaire auch hier verbindlich. Dieses Gesetz sah die Einrichtung von Friedensgerichten für die streitige Gerichtsbarkeit und von Notariaten für die Freiwillige Gerichtsbarkeit in allen Kantonen vor. Praktische Auswirkungen hatte das zunächst aber nicht, da der Erste Koalitionskrieg noch andauerte und Nieder-Olm bis 1797 nicht französisch besetzt war.
Mit dem Frieden von Campo Formio wurde die Annexion des Rheinlandes im Oktober 1797 auch von deutscher Seite anerkannt. Anschließend baute die französische Verwaltung in den annektierten Gebieten ihre Strukturen auf und richtete auch das „Friedensgericht Niederolm“ ein, dessen örtliche Zuständigkeit sich auf den Kanton Niederolm erstreckte. Der Gerichtsbezirk blieb auch nach Auflösung des Kantons als Verwaltungsgebiet bis 1879 unverändert.
Das Friedensgericht war dem Départementsgericht des Département du Mont-Tonnerre untergeordnet, das seinen Sitz in Mainz hatte. Oberstes Gericht war das Revisionsgericht in Trier.

## Weitere Entwicklung
Nach der Rückeroberung in den Befreiungskriegen wurde die Region von 1814 bis 1816 von der österreichisch-baierischen Gemeinschaftlichen Landes-Administrations-Commission verwaltet. Diese ließ die vorgefundene Justizorganisation bestehen, ergänzte sie aber am 27. Juli 1815 um den Appellationshof in Kreuznach als Obergericht.
Auch das Großherzogtum Hessen, das Rheinhessen im Rahmen eines Gebietstausches 1816 erhielt und als Provinz Rheinhessen konstituierte, übernahm die bestehende Gerichtsverfassung. Allerdings wurde der Appellationshof in Kreuznach aufgelöst und mit der am 4. November 1815 erlassenen „Provisorischen Appellations- und Kassationsgerichtsordnung für den großherzoglich hessischen Landesteil auf der linken Rheinseite“ ein Kreisgericht Mainz in Mainz geschaffen. Das Friedensgericht Nieder-Olm war nun eines von zwölf Friedensgerichten in der Provinz Rheinhessen.
Nach Teilung des Kreisgerichtes Mainz in die Kreisgerichte Mainz und Alzey zum 1. Dezember 1836 blieb Nieder-Olm im Gerichtsbezirk des Kreisgerichtes Mainz, das am 24. Oktober 1852 in „Bezirksgericht Mainz“ umbenannt wurde.

## Ende
Mit dem Gerichtsverfassungsgesetz von 1877 wurden Organisation und Bezeichnungen der Gerichte reichsweit vereinheitlicht. Zum 1. Oktober 1879 hob das Großherzogtum Hessen deshalb die Friedensgerichte auf. Funktional ersetzt wurden sie durch Amtsgerichte. So ersetzte das Amtsgericht Nieder-Olm das Friedensgericht Nieder-Olm. Das neue Amtsgericht war dem Landgericht Mainz und dem Oberlandesgericht Darmstadt untergeordnet.

## Bezirk
Die örtliche Zuständigkeit des Friedensgerichts Nieder-Olm erstreckte sich auf den Bezirk des Kantons Niederolm und umfasste (Ortsnamen nach heutiger Schreibung):
| Gemeinde         | Herkunft                                          | Zugang | Abgang | Nach                   |
| ---------------- | ------------------------------------------------- | ------ | ------ | ---------------------- |
| Bretzenheim      | Amtsvogtei Weisenau, Kurmainz                     | 1797   | 1878   | Amtsgericht Mainz      |
| Drais            | Amtsvogtei Nieder-Olm, Kurmainz                   | 1797   | 1878   | Amtsgericht Mainz      |
| Ebersheim        | Amtsvogtei Nieder-Olm                             | 1797   | 1878   | Amtsgericht Nieder-Olm |
| Essenheim        | Amt Alzey, Kurpfalz                               | 1797   | 1878   | Amtsgericht Nieder-Olm |
| Finthen          | Kurmainz                                          | 1797   | 1878   | Amtsgericht Mainz      |
| Gau-Bischofsheim | Amtsvogtei Weisenau                               | 1797   | 1878   | Amtsgericht Nieder-Olm |
| Gonsenheim       | Amtsvogtei Weisenau                               | 1797   | 1878   | Amtsgericht Mainz      |
| Harxheim         | Grafschaft Falkenstein (Haus Habsburg-Lothringen) | 1797   | 1878   | Amtsgericht Nieder-Olm |
| Hechtsheim       | Amtsvogtei Weisenau                               | 1797   | 1878   | Amtsgericht Mainz      |
| Kleinwinternheim | Amtsvogtei Nieder-Olm                             | 1797   | 1878   | Amtsgericht Nieder-Olm |
| Mainz-Laubenheim | Amtsvogtei Weisenau                               | 1797   | 1878   | Amtsgericht Mainz      |
| Marienborn       | Amtsvogtei Nieder-Olm                             | 1797   | 1878   | Amtsgericht Mainz      |
| Nieder-Olm       | Amtsvogtei Nieder-Olm                             | 1797   | 1878   | Amtsgericht Nieder-Olm |
| Ober-Olm         | Amtsvogtei Nieder-Olm                             | 1797   | 1878   | Amtsgericht Nieder-Olm |
| Sörgenloch       | Ritter von Köth-Wanscheid                         | 1797   | 1878   | Amtsgericht Nieder-Olm |
| Stadecken        | Oberamt Oppenheim, Kurpfalz                       | 1797   | 1878   | Amtsgericht Nieder-Olm |
| Weisenau         | Amtsvogtei Weisenau                               | 1797   | 1878   | Amtsgericht Mainz      |
| Zornheim         | Amtsvogtei Nieder-Olm                             | 1797   | 1878   | Amtsgericht Nieder-Olm |

## Gerichtsgebäude

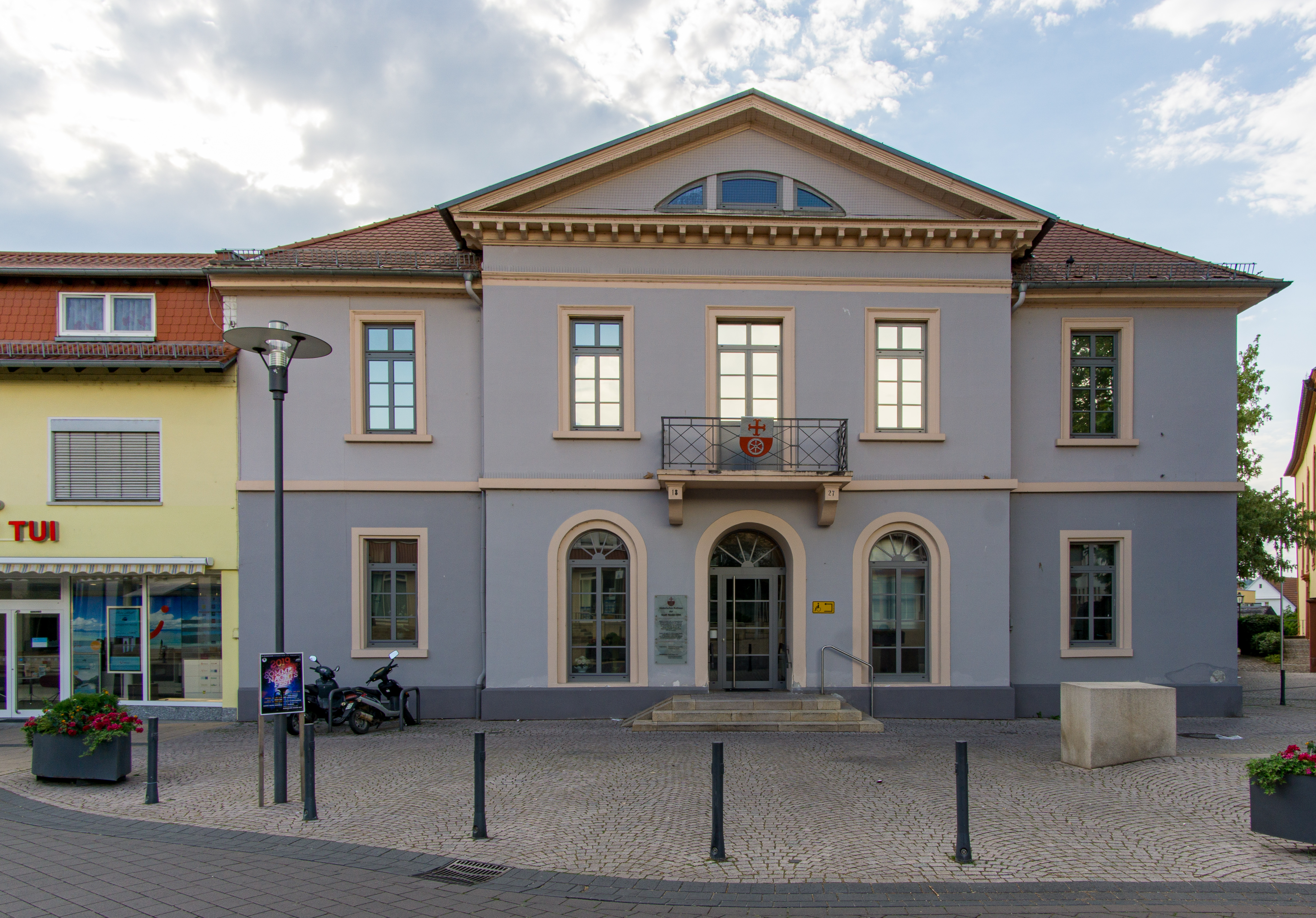
Altes Rathaus in Nieder-Olm

Ab 1827 verhandelte das Amtsgericht in den Räumen des Nieder-Olmer Rathauses. Das klassizistische Gebäude an der Pariser Straße war vermutlich vom Mainzer Landbaumeister Friedrich Schneider geplant worden.

## Richter
- Martin Mohr (1820–1821)